# Jean-Pierre Berthet
Pour les articles homonymes, voir Berthet.
Jean-Pierre Berthet, né le 17 janvier 1944 à Aubervilliers (Seine), est un journaliste français, ancien chroniqueur judiciaire à TF1 et président d'honneur de l'Association confraternelle de la presse judiciaire.

## Biographie
Jean-Pierre Berthet a fait ses débuts professionnels sur Europe 1 en 1965. En 1970, il devient reporter pour l'ORTF et présente son premier journal télévisé en 1972 sur la première chaine. Il se spécialisa dans le domaine judiciaire et devint chargé de la rubrique judiciaire de TF1, poste qu'il confia en 2006 à Laure Debreuil.
D'août 1983 à juillet 1984, il fut rédacteur en chef du journal de TF1 et est depuis 1990 conseiller à la Direction générale de TF1.
En 1979, il fut lauréat du prix International ONDAS du meilleur reportage d'actualité pour « Un procès à Téhéran ».
Depuis 1989, il est le président de l'Association de la presse judiciaire. Il est occasionnellement journaliste judiciaire sur la chaîne info I-Télé[Quand ?]